# Les Phalanges de l'Ordre noir
Les Phalanges de l'Ordre noir  est une bande dessinée, scénarisée par Pierre Christin et mise en image par Enki Bilal, prépubliée dans sortie Pilote et parue en 1979.

## Synopsis
Exergue : « le sommeil de la raison engendre des monstres » Francisco Goya.
En plein hiver, un petit village de la province d’Aragon, en Espagne, est entièrement détruit et ses habitants assassinés. La tuerie est revendiquée par les Phalanges de l’Ordre Noir au nom des « valeurs de l’Occident chrétien ». Jefferson B. Pritchard, journaliste au Daily Telegraph de Londres et ancien de la XVe Brigade internationale reconnaît parmi les membres du commando les ennemis qu’il a combattus pendant la guerre d'Espagne dans ce village.
Malgré les quarante années écoulés, le journaliste contacte douze de ses anciens camarades de la Brigade internationale et parmi eux une dizaine de personnes, d'âge déjà avancé, vont donner la chasse aux phalangistes. Ils décident donc d'abandonner leurs occupations, leur métier afin de s'engager dans cette poursuite contre les phalangistes, pour défendre leur idéologie de gauche, quitte à mettre de côté leurs conceptions pacifistes. De cette façon ces anciens combattants vont se lancer dans un voyage périlleux.
Ils se rejoignent tout d'abord dans un village de Saint-Jean-de-Luz en France où leur premier objectif est de passer la frontière afin de rejoindre Barcelone en Espagne, accompagné d'un contact de leur ami Castejon (curé et ancien membres de la brigade), qui va leur permettre de franchir la frontière sans se faire prendre par les douaniers. Ils perdront leur camarade Donahue qui meurt d'une crise cardiaque en chemin ainsi que leur guide qui fait le guet auprès des gardes civils pendant que la troupe continue son chemin. Ainsi, ils parviennent au village où ils commettent un premier attentat en faisant exploser un bateau sur lequel se trouvaient deux franquistes. Ils poursuivent leur voyage en bateau en se dirigeant vers Palerme en Italie. Par des anciens contacts mafieux, ils reviennent sur les traces du passé en tentant de retrouver une piste pour atteindre des membres des Phalanges. Cette piste fait remonter leur histoire et donc leur engagement ainsi que leur valeur. C'est grâce aux efforts de recherches qu'ils vont réussir à savoir que les phalangistes préparent une attaque contre le parti communiste italien à Rome. De ce fait, ils retrouvent leur trace et commettent une série de meurtres. Après l'arrivée des brigadistes en Suisse, les médias commencent à reparler des phalangistes et des attentats du groupe d'extrême gauche. Ces hommes n'ont aucune piste concrète et se cachent en attendant à côté du Lac Léman où Di Manno meurt d'une congestion cérébrale dans sa barque après avoir enfin réussi à pêcher sa première perche. Les médias s'emparent de nouveau de l'information ainsi que la police qui débarque aussitôt sur les lieux. Nos protagonistes sont contraints de fuir une nouvelle fois. Ces péripéties les amènent en Allemagne, où  Kessler, professeur de philosophie, retrouve une de ses anciennes élèves devenue journaliste. Celle-ci va les mener sur la trace de phalangistes qui préparaient un attentat en Hollande. Malheureusement, la journaliste et son ancien professeur sont assassinés sur le chemin par le groupe phalangiste. Le reste du groupe décide tout de même de se rendre en Hollande afin d'empêcher cette attaque, mais à leur arrivée, les phalangistes ont déjà frappé. C'est alors que, munis de leurs dernières forces et munitions, les rescapés de la brigade rejoignent la France pour s'attaquer à des franquistes qui se cacheraient dans une maison. D’assassinats en fusillades et en attentats, on assiste à une chasse à l’homme avec des pertes dans chaque camp. Finalement, le groupuscule fasciste est localisé dans une ferme du plateau de Millevaches et attaqué. L’assaut est un massacre.
Pritchard, seul rescapé de l'aventure, finit par se réfugier dans une île des Hébrides, se demandant s'il a eu finalement raison de faire tuer tous ses amis.

## Thèmes
La quatrième collaboration entre Christin et Bilal, après La Croisière des oubliés (1975), Le Vaisseau de pierre (1976), et La Ville qui n'existait pas (1977), donne cette bande dessinée politique dont les racines sont la guerre d’Espagne. Les ennemis d’hier reprennent la lutte quelques dizaines d’années plus tard, mais les idéologies ne correspondent plus aux mêmes réalités. Aux nostalgiques de l’ordre fasciste, des « démocrates » vont s’opposer une fois de plus par la violence. Adossée à l’Histoire, cette poursuite à mort est l’occasion de poser des questions sur certains systèmes politiques et leur persistance, ainsi que sur l'usage de la violence à des fins politiques. La fin apocalyptique est une réponse en forme d’impasse.
Voir aussi  Partie de chasse qui traite de la dégénérescence du système soviétique.

## Lieux
La poursuite des Phalanges commence dans un petit village près de Saint-Jean-de-Luz. Elle se poursuit à Barcelone, à Palerme, à Rome, sur les bords du Lac Léman, en Allemagne et en Hollande, pour se terminer sur le plateau de Millevaches en France.

## Personnages
Tous ces personnages faisaient partie de la 15e brigade internationale durant la guerre civile espagnole et ont combattu aux côtés des Républicains espagnols contre les franquistes, dont les Phalanges de l'Ordre noir. Chacun de ces personnages avait une idéologie marquée à l'extrême-gauche, qui se réveille lors de la nouvelle attaque des Phalanges de l'Ordre Noir en Espagne, soit 40 ans après la fin de la Guerre d'Espagne.
- Christian Avidsen : ministre danois, social-démocrate, de personnalité aventurière et joueuse malgré son apparence sophistiquée.
- Paul-Marie Barsac : français, ancien officier supérieur, gaulliste, devenu pacifiste
- Felipe Castejon : basque et curé
- Donahue : américain, patron du syndicat des coupeurs de viande à New York
- Gian Carlo Di Manno : juge italien
- Ephraïm Katz : membre des services secrets israéliens, survivant d'un camp de concentration nazi, de revendication sioniste
- Hans Kessler : allemand, professeur de philosophie à Heidelberg, anarchiste
- Jefferson B. Pritchard : britannique, journaliste au Daily Telegraph
- Pavel Stransky : ancien communiste et ancien ingénieur tchèque, exilé en Suisse depuis le printemps de Prague
- Maria Wizniewska : romancière polonaise
- Ratcliff : devenu scénariste à succès d'Hollywood (Il est le seul à ne pas vouloir participer à l'opération du groupe, il est qualifié par Pritchard de "crevure", "Puisse-t-il pourrir dans son manoir néo gothique de Beverly Hills")
- O'Rourke : mourant à Belfast

Les phalangistes :
- Colpin : mercenaire français
- Du Busquet : ancien membre de l’OAS
- Hans Heinkel : ancien de la Légion Condor
- Ettore Pisciotta : ancien tankiste italien
- Javier : ancien de la Légion Azul
- Kuyper : dans la mouvance du rexisme
- Miguel Valiño : général sous le régime franquiste
- Joaquin de Vallellano : membre des guérilleros du Christ-Roi
- etc.

## Erreurs et imprécisions
Quelques dialogues, rédigés en langue italienne, contiennent de nombreux gallicismes.
Un responsable du Parti communiste italien est représenté utilisant le terme camerati (camarades) pour s'adresser à son auditoire : si la traduction du terme habituellement utilisé par les militants communistes est correcte, il s'agit dans le contexte d'une erreur flagrante. En effet, le terme camerati était utilisé par les membres du Parti national fasciste ; en conséquence, l'Italie est l'un des pays dont les communistes utilisent pour se désigner entre eux le terme compagnons (compagni) et non pas camarades.